# Prosotas noreia
Prosotas noreia är en fjärilsart som beskrevs av Felder 1868. Prosotas noreia ingår i släktet Prosotas och familjen juvelvingar. Inga underarter finns listade i Catalogue of Life.